# Antoni Leon Dawidowicz

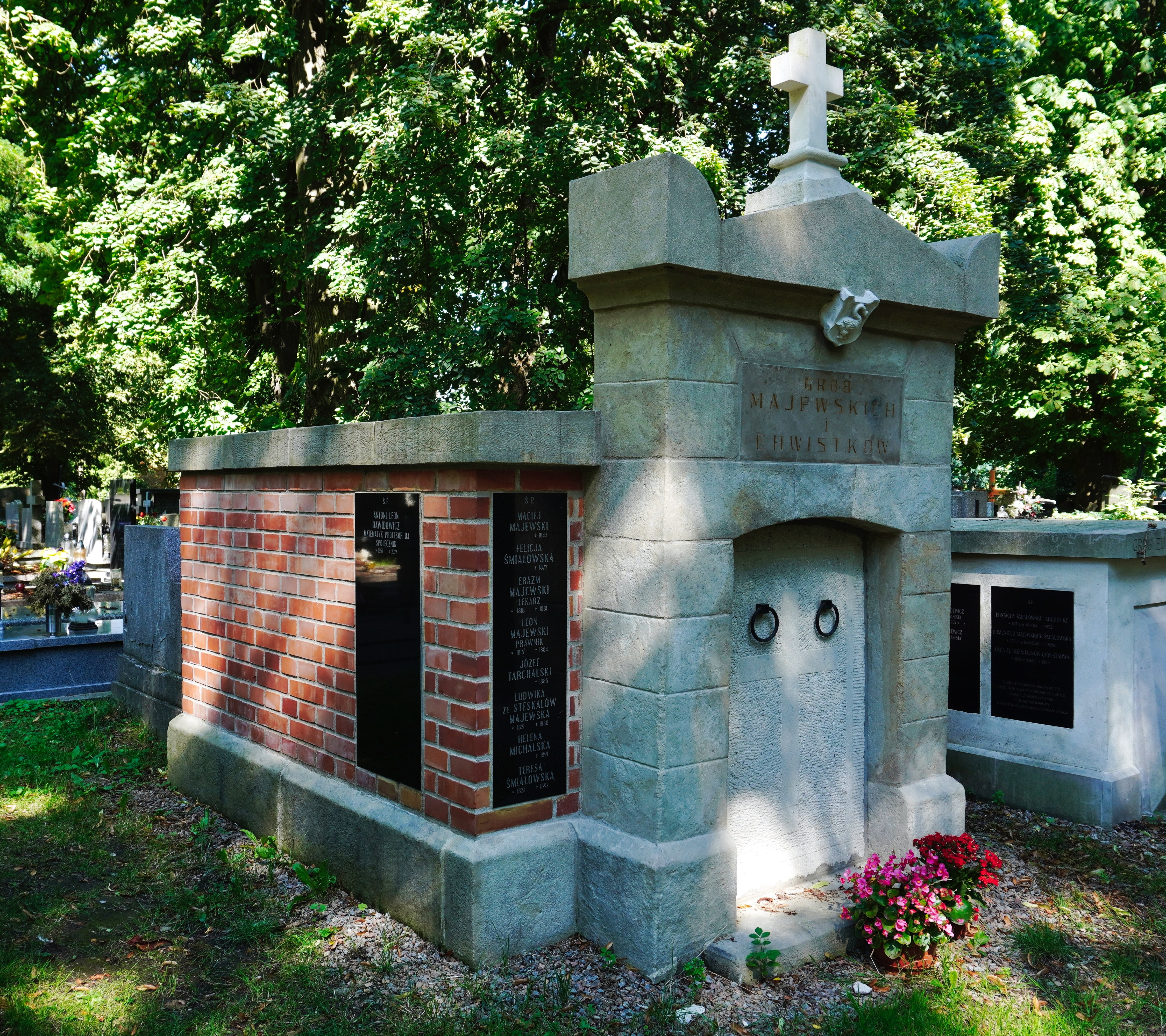
Grobowiec rodziny Majewskich, grób Antoniego Leona Dawidowicza na cmentarzu Rakowickim w Krakowie

Antoni Leon Dawidowicz (ur. 11 września 1952 w Krakowie, zm. 19 kwietnia 2022 tamże) – doktor habilitowany nauk matematycznych, profesor nadzwyczajny Katedry Matematyki Stosowanej Instytutu Matematyki Uniwersytetu Jagiellońskiego.

## Życiorys
Syn Stanisława i Aliny, doktor matematyki (1918–2007). W rodzinnym Krakowie uczęszczał do Szkoły Powszechnej Męskiej nr 4 im. Św. Jana Kantego oraz do V LO im. A.Witkowskiego. Dwukrotny laureat Olimpiady Matematycznej. Studia matematyczne na Uniwersytecie Jagiellońskim ukończył w 1976. Stopień doktora uzyskał w roku 1980 (promotor: Andrzej Lasota). Habilitował się w 1994 na podstawie oceny dorobku naukowego i rozprawy pt. O uogólnionej metodzie Aveza konstrukcji miar niezmienniczych.
Wnuk Leona Chwistka. Jego babcią ze strony matki była Olga Steinhausówna, siostra Hugona Steinhausa.

## Działalność społeczna
Radny Miasta Krakowa kadencji 1990-1994 z listy Krakowskiego Komitetu Obywatelskiego. W latach 1994–1998 był prezesem Towarzystwa im. Henryka Jordana. W wyborach w 2001 r. kandydował bez powodzenie do Sejmu z listy Prawa i Sprawiedliwości. 
Prezes zarządu głównego Polskiego Towarzystwa Tatrzańskiego w latach 2001–2007. Od 2009 do 2014 był prezesem oddziału krakowskiego Polskiego Towarzystwa Numizmatycznego. W latach 2011–2016 prezes krakowskiego oddziału Polskiego Towarzystwa Matematycznego. 

## Dorobek naukowy
Specjalizował się w zastosowaniach matematyki i statystyce matematycznej. 
Swoje prace publikował w takich czasopismach jak m.in. „Annales Polonici Mathematici”, „Semigroup Forum”, „Mathematical Methods in the Applied Sciences”, „Nonlinear Analysis: Theory, Methods & Applications”, „Mathematica Applicanda” oraz „Journal of Mathematical Analysis and Applications” i innych.

## Odznaczenia
Został odznaczony Złotym Krzyżem Zasługi (1998) oraz Krzyżem Kawalerskim (2011) i Komandorskim (2022, pośmiertnie) Orderu Odrodzenia Polski.